# 小川欽也
小川 欽也（おがわ きんや、1934年12月28日 - 2024年12月10日）は、日本の映画監督、脚本家、俳優、映画プロデューサーである。監督としての別名に三川 和久（みかわ かずひさ）、小川 卓寛（おかわ たかひろ）、小川 和久（おかわ かずひさ）、上田 光生（うえだ みつお）があり、俳優としては姿 良三（すがた りょうぞう）、脚本家としては水谷 一二三（みずたに ひふみ）と名乗る。成人映画の黎明期からの映画作家として知られ、異分野で活躍する山本晋也を除けば、成人映画の世界で長く現役として作品を発表し続けた人物であった。監督作は400本を超える。

## 人物・来歴

### フリーランスの助監督として
1934年（昭和9年）12月28日、京都府京都市下京区烏丸通綾小路下ルに生まれる。父は三代目中村時蔵の弟子・中村時二郎（生没年不詳）、叔父に新派系の元子役の映画俳優、小川國松（1908年 - 没年不詳）、小川英麿（1912年 - 没年不詳）がいる。小川の誕生のころに新興キネマにいた俳優の「小川欽也」（小川欣也）は別人である。幼少時から歌舞伎、映画に親しむ。
1953年（昭和28年）3月、東京都立三田高等学校を卒業、中央大学経済学部に進学する。1957年（昭和32年）3月、同学を卒業するとともに映画界に入るが、最初からフリーランスの助監督として、連合映画、富士映画、京都映画を渡り歩いた。『日本映画監督全集』の小川の項で川島のぶ子は、小川が助監督についた監督として、山本弘之、田口哲、渡辺祐介、近江俊郎、小林悟、曲谷守平、渡辺邦男、小森白、井田探を挙げているが、山本弘之がこの時期に監督した作品は、新映画が製作した『蜘蛛男』（配給大映、1958年6月29日公開）のみである。この時期に連合映画での監督作があるのは渡辺邦男のみ、『アンコールワット物語 美しき哀愁』（配給東宝、1958年3月25日公開）のみである。この時期の京都映画で監督した者は挙がっていないが、1957年に内川清一郎、マキノ雅弘、穂積利昌が監督している撮影所である。井田探が日活の社員であったほかは、これらの監督はみな富士映画および新東宝で作品を発表していた人物である。
1959年（昭和34年）、ニッサンプロダクションが小川に連続テレビ映画『大海獣ゲボラ』のパイロット版製作を発注、小川は6話分を製作・監督した。しかし同作は実現せず、翌1960年（昭和35年）、『怪獣マリンコング』として結実したが、小川はこれには関わっていない。
その後、富士映画に戻り、次には京都の日本電波映画で助監督を務めた。当時の日本電波映画はテレビ映画のみを製作しており、同社撮影所での作品的には『矢車剣之助』（製作日米映画、1959年 - 1961年）、『琴姫七変化』（1960年 - 1962年）の時期にあたる。1962年（昭和37年）1月に富士映画を母体に大蔵貢が設立した大蔵映画に入社したという。同年、大蔵映画設立第一作『太平洋戦争と姫ゆり部隊』（監督小森白）が公開される前後に製作された成人映画『肉体の市場』（同年2月27日公開）、『不完全結婚』（共同監督木元健太、同年5月1日公開）、『沖縄怪談逆吊り幽霊 支那怪談死棺破り』（共同監督邵羅輝、同年6月13日公開）では、チーフ助監督としてクレジットされ、4歳上の監督・小林悟を支えた。『太平洋戦争と姫ゆり部隊』では、小川も助監督を務め、格下の助手に若松孝二がいた。同年10月16日に放映を開始した連続テレビ映画『がんばれ!!大作』でメイン監督の曲谷守平を支えつつ、自らも監督としてデビューした。同時期に、黒澤明のプロデューサーとして知られた本木荘二郎が監督した『肉体自由貿易』（1962年11月公開）、『毒ある愛撫』（1963年12月3日公開）の助監督も務めている。

### 成人映画の時代
劇場用映画の監督第一作は、1964年（昭和39年）5月1日に公開された牧和子（のちの松井康子）主演作の『妾』である。同作は、国映（代表・矢元照雄）が製作・配給した作品であり、下川耿史の指摘によれば、同作は「初のパートカラーを採用」した日本映画だとされる。下川は「この映画で元伯爵家の令嬢で、松竹の大部屋女優だった松井康子がピンク映画デビュー」としているが、松井は前年の1963年（昭和38年）10月に国映が製作・配給した『おいろけ作戦 プレーガール』（監督若松孝二）をはじめ、4作の「ピンク映画」にすでに出演している。同作で主演した松井は「ピンクの山本富士子」として人気を得、各社の大部屋女優が独立系成人映画の世界に流入するきっかけになったという。
『肉体の市場』以降、洋画の配給や怪奇映画の製作配給を手がけていた大蔵映画が、本格的に低予算成人映画に参入するべく、零細プロダクションなみの300万円の製作予算で『雌 めす 牝』を企画、これに『妾』で成功を収めた小川を起用し、1965年（昭和40年）1月に公開したところ、同社の同年度最大のヒットとなり、同社は本格的に成人映画に舵を切った。小川は同年、結婚した。同年8月公開の監督作『痴情の密漁』では、美矢かほるが本名の「皆川和子」の名でデビューしている。『日本映画発達史』の田中純一郎は、同書のなかで成人映画黎明期のおもな脚本家・監督として、若松孝二、高木丈夫（本木荘二郎の変名）、南部泰三、小林悟、新藤孝衛、糸文弘、小森白、山本晋也、湯浅浪男、宮口圭、深田金之助、藤田潤一、小倉泰美、浅野辰雄、渡辺護、片岡均（水野洽の変名）、福田晴一とともに、小川の名を挙げている。西原儀一は、既存の映画監督のなかでこの時期に成人映画を手がけた監督として、福田晴一、倉橋良介、田中徳三、萩原遼、深田金之助とともに、小川の名を挙げた。
1968年（昭和43年）には、児井英生の青山プロダクションが製作、日活が配給して同年10月19日に公開された成人映画『秘帳 女浮世草紙』（監督井田探）に「構成」としてクレジットされている。同作は、日活アクションで知られる山崎巌が脚本を書き、出演は葉山良二、名和宏といった日活の俳優を中心としたほか、火島こずえ、辰巳典子、林美樹、真湖道代、乱孝寿、中原かほる、高月絢子、あるいは里見孝二、冬木京二といった独立系成人映画の女優・俳優が大挙出演している。林美一は、同作を指して「元禄のにおいを何一つ嗅ぐことはできなかった」「小川欽也とあったが、一体何を考証されたのか」と指摘している。西原儀一が「日活の指導に行ったのは小川欽也」とは、この作品のことを指す。当時、日活はまだロマンポルノを始めていなかった。1971年（昭和46年）11月のロマンポルノ開始以降にふたたび小川は、三条まゆみを主演に『私は襲われたい!』を監督し、日活（同時点ではにっかつ）の配給で1979年（昭和54年）6月2日に公開されている。
監督作は400本を超える。池島ゆたかは「現役監督で 100本以上撮ってるのは小川欽也さん、稲尾実（深町章）さん、浜野佐知さん、新田栄さんくらいだと思う」「ピンク全盛期の60-70年代から撮ってる人だから、現在とではピンクの年間本数も全然違う」と指摘する。野上正義は「やさしいオヤジだった大蔵の小川欽也さん、この人は、もう大蔵の主みたいなもんですよ」と評す。大蔵映画の創始者である大蔵貢が存命のころ、「痴漢のような犯罪者を描くことはまかりならん」とタイトルに「痴漢」の文字を冠することを拒んだが、小川の説得によりこの禁は解かれたという。小川の作品で初めて「痴漢」の文字を冠した作品は、1975年（昭和50年）10月に公開された『痴漢に燃えた女』であるが、これは通常脚本に使用している「水谷一二三」名義で監督クレジットされた作品である。
1972年（昭和47年）8月公開の『セックス裏入門』（主演林美樹、製作・配給大蔵映画）から小川 卓寛、1976年（昭和51年）12月14日公開の『獣欲変態妻』（主演津川玲子・杉佳代子、製作・配給大蔵映画）から小川 和久とメインの筆名を変更している。2004年（平成16年）以降、「小川欽也」に戻しており、現在も現役である。最新作は、2013年（平成25年）10月25日に公開された『乱宴の宿 湯けむり未亡人』（主演舞原美咲）である。
2020年4月10日に映画『女ざかり 白く濡れた太股』が公開予定であったが、新型コロナウイルス感染対策により延期された（同年6月19日に公開）。
2024年12月19日、上野オークラ劇場公式Xアカウントが同年12月10日に小川が死去していたことを伝えた。

### 初期作品の再評価
2006年（平成18年）7月23日 - 同年8月26日、ラピュタ阿佐ヶ谷で行われた「盛夏納涼 和製ホラームービー・コレクション」特集上映で『生首情痴事件』（同年8月6日 - 同12日）が上映された。2009年（平成21年）3月14日 - 同年5月15日に同館で行なわれた「60年代まぼろしの官能女優たち」の特集上映で、『女王蜂の欲情』（3月21日 - 同27日）、『禁じられた乳房』（4月4日 - 同10日）がそれぞれ16mmフィルム版上映用プリントで上映された。2012年（平成24年）9月2日 - 同3日、神戸映画資料館で行われた「時代を作った活動屋たちと発掘フィルム」特集上映で『禁じられた乳房』が、小川自身の所蔵する16mmフィルム版で上映された。
2024年1月24日から20日までは上野オークラ劇場にて、追悼上映として『生首情痴事件』、『怪談バラバラ幽霊』を上映した。

## フィルモグラフィ
特筆以外のクレジットはすべて「監督」である。東京国立近代美術館フィルムセンター（NFC）等の所蔵状況についても記す。

### 小川欽也
特筆以外はすべて「小川欽也」名義、第一期の「小川欽也」時代の作品一覧である。
- 『大海獣ゲボラ』パイロット版1-6話 : 製作ニッサンプロダクション、1959年製作（未放映）[22][23] - 監督
- 『肉体の市場（英語版）』[8]（『肉体市場』[4]） : 製作池田一夫、監督小林悟、主演香取環、製作協立映画、配給大蔵映画、1962年2月27日公開（成人映画・映倫番号 12474） - チーフ助監督、『肉体市場』題の21分の短縮版上映用プリントをNFCが所蔵[4]
- 『不完全結婚』 : 製作池田一夫、監督木元健太・小林悟、主演松原緑郎・扇町京子、製作純潔映画研究会、配給大蔵映画、1962年5月1日公開（成人映画・映倫番号 12787） - チーフ助監督、57分の上映用プリントをNFCが所蔵[4]
- 『沖縄怪談逆吊り幽霊 支那怪談死棺破り』 : 製作大蔵貢、監督小林悟・邵羅輝（中国語版）、主演香取環・一条美矢子、製作大蔵映画・東方影業、配給大蔵映画、1962年6月13日公開（映倫番号 12826） - チーフ助監督、DVD発売
- 『がんばれ!!大作』 : 主演高原駿雄、製作NETテレビ、1962年10月16日 - 1963年3月26日放映（連続テレビ映画） - 監督デビュー作
- 『肉体自由貿易』 : 監督本木荘二郎、製作国新映画、1962年11月公開（成人映画） - 応援助監督[25]

- 『海女の怪真珠』 : 製作・原作大蔵貢、監督小林悟、主演泉京子・梅若正二、製作東方影業、配給大蔵映画、1963年1月1日公開（成人映画・映倫番号 12909） - チーフ助監督、82分の上映用プリントをNFCが所蔵[4]
- 『怪談異人幽霊』 : 製作大蔵貢、監督小林悟、主演一条美矢子、製作・配給大蔵映画、1963年6月2日公開（映倫番号 13212） - チーフ助監督、70分の上映用プリントをNFCが所蔵[4]
- 『毒ある愛撫』 : 監督高木丈夫（本木荘二郎）、製作Gプロファーストフィルム、1963年12月3日公開（成人映画・映倫番号 13382） - 「大石勝」名義でチーフ助監督[25]、76分の上映用プリントをNFCが所蔵[4]

- 『妾』 : 製作菜穂俊一・矢元照雄、主演牧和子（松井康子）、製作・配給国映、1964年5月1日公開（成人映画・映倫番号 13538） - 監督デビュー作（劇場用）
- 『怪談残酷幽霊』 : 製作大蔵貢、監督小林悟、主演扇町京子・一条美矢子、製作・配給大蔵映画、1964年5月17日公開（映倫番号 13530） - 助監督
- 『独立グラマー部隊』 : 製作矢元照雄、脚本前原昭児、主演扇町京子、製作・配給国映、1964年6月公開（成人映画・映倫番号 13599）
- 『雌 めす 牝』[4]（『雌・メス・牝』[8]『雌牝』[8]） : 脚本矢口仁三、主演久爾さと子・内田高子、製作・配給大蔵映画、1964年12月審査・1965年1月公開（成人映画・映倫番号 13810） - 監督、69分の上映用プリントをNFCが所蔵[4]
- 『歪んだ裸形』 : 製作浦田賢之助、原作笹沢左保、主演飛鳥公子、製作創映社、配給新東宝映画、1965年1月公開（成人映画・映倫番号 13839）
- 『黒・白・黒?』 : 原作大蔵貢、主演内田高子、製作・配給大蔵映画、1965年4月公開（成人映画・映倫番号 13928）
- 『性に泣く女』 : 主演高尾ゆり、製作・配給大蔵映画、1965年7月公開（成人映画・映倫番号 14023）
- 『痴情の密漁』 : 主演皆川和子（美矢かほる）、製作・配給大蔵映画、1965年8月公開（成人映画・映倫番号 14118）
- 『強烈な情事』 : 主演扇町京子、製作・配給大蔵映画、1965年10月公開（成人映画・映倫番号 不明）
- 『夜ごとの牝猫』 : 脚本前原昭児、主演城山路子、製作・配給大蔵映画、1965年11月公開（成人映画・映倫番号 14256） - 監督・原案
- 『素肌のおんな』 : 企画・製作河野詮、脚本前原昭児、主演扇町京子、製作JOプロダクション、1965年11月公開（成人映画・映倫番号 不明） - 監督、68分の上映用プリントをNFCが所蔵[4]
- 『色欲のもつれ』 : 主演扇町京子、製作・配給大蔵映画、1965年12月公開（成人映画・映倫番号 不明）

- 『女王蜂の欲情』[4][39]（『女王蜂の欲望』[5][8]） : 脚本前原昭児、主演内田高子、製作・配給大蔵映画、1966年1月公開（成人映画・映倫番号 14316） - 監督、16mmフィルム版上映用プリントが現存[39]
- 『嵐の女体』 : 主演美矢かほる、製作・配給大蔵映画、1966年3月公開（成人映画・映倫番号 14349）
- 『穴場』 : 主演奈加喜美、製作・配給六邦映画、1966年4月公開（成人映画・映倫番号 不明）
- 『欲望の異常者』 : 主演扇町京子、製作・配給大蔵映画、1966年6月公開（成人映画・映倫番号 不明）
- 『あなたの留守に?』 : 主演新高恵子・桂奈美、製作・配給大蔵映画、1966年8月公開（成人映画・映倫番号 14610）
- 『夜の日記』 : 企画寺内伍郎、主演可能かづ子・谷口朱里、製作新星プロダクション、配給関東ムービー配給社、1966年9月公開（成人映画・映倫番号 14650）
- 『禁じられた乳房』 : 脚本五里木純一郎、主演新高恵子、製作・配給大蔵映画、1966年10月公開（成人映画・映倫番号 14679） - 監督、71分の上映用プリントをNFCが所蔵[4]、80分の16mmフィルム版上映用プリントを小川欽也が所蔵[40]
- 『妊婦と性病』 : 主演谷口朱里、製作・配給大蔵映画、1967年1月2日公開（成人映画・映倫番号 14732）
- 『禁断の情事』 : 主演美矢かほる、製作・配給大蔵映画、1967年2月28日公開（成人映画・映倫番号 14805）
- 『花の色道』 : 主演火鳥こずえ、製作・配給大蔵映画、1967年3月21日公開（成人映画・映倫番号 14874） - 監督・中山浩二とともに脚本
- 『手さぐり』 : 製作・企画菜穂俊一、主演松井康子・火鳥こずえ、製作・配給ワールド映画、1967年3月公開（成人映画・映倫番号 不明）
- 『泣きどころ』 : 製作菜穂俊一、主演火鳥こずえ・辰巳のり子、企画日映フィルム、製作・配給ワールド映画、1967年4月公開（成人映画・映倫番号 不明）
- 『現代女性医学』 : 主演辰巳のり子、製作・配給大蔵映画、1967年5月1日公開（成人映画・映倫番号 14906）
- 『生首情痴事件』 : 主演火鳥こずえ、製作・配給大蔵映画、1967年5月31日公開（成人映画・映倫番号 不明） - 監督、上映用プリントが現存[38]・DVD発売[3]
- 『性の三悪』 : 主演谷ナオミ、製作・配給大蔵映画、1967年8月1日公開（成人映画・映倫番号 15016）
- 『女子大生の禁じられた花園』 : 主演光陽子・谷ナオミ、製作・配給大蔵映画、1967年9月2日公開（成人映画・映倫番号 15048） - 監督・中山浩二とともに脚本
- 『性犯』 : 主演鶴岡八郎、製作・配給大蔵映画、1967年10月3日公開（成人映画・映倫番号 15084）
- 『めすおすの本能』[8]（『めす・オスの本能』[5]） : 主演谷ナオミ、製作・配給大蔵映画、1967年12月1日公開（成人映画・映倫番号 15156）
- 『好色妻』 : 主演林美樹、製作・配給ワールド映画、1967年公開（成人映画・映倫番号 不明）
- 『性本能と結婚』 : 主演井上幸子、製作・配給大蔵映画、1967年公開（成人映画・映倫番号 不明）

- 『強烈な情事』 : 主演扇町京子、製作・配給大蔵映画、1968年3月公開（成人映画・映倫番号 14183）
- 『お産と梅毒』 : 主演檜みどり、製作・配給大蔵映画、1968年4月公開（成人映画・映倫番号 15337）
- 『怪談バラバラ幽霊』 : 主演秋川玲子、製作・配給大蔵映画、1968年5月28日公開（成人映画・映倫番号 15371） - 監督、DVD発売[3]
- 『純処女しらべ』 : 製作・配給大蔵映画、1968年6月公開（成人映画・映倫番号 15408）
- 『女子学生 性の迷路』 : 主演辰巳典子、製作・配給大蔵映画、1968年8月公開（成人映画・映倫番号 15454）
- 『情痴のしげみ』 : 製作・配給大蔵映画、1968年9月公開（成人映画・映倫番号 15504）
- 『生理と妊娠』 : 主演橘桂子、製作・配給大蔵映画、1968年10月公開（成人映画・映倫番号 15543）
- 『秘帳 女浮世草紙』 : 企画児井英生、監督井田探、脚本山崎巌、主演二本柳敏恵、製作青山プロダクション、配給日活、1968年10月19日公開（成人映画・映倫番号 15595） - 構成[5]
- 『トルコ風呂 夜ごとの情熱』 : 主演中原かほる・乱孝寿、製作・配給大蔵映画、1968年11月公開（成人映画・映倫番号 15602）
- 『好色マンション(秘)室』 : 主演林美樹・ハニーレイヌ、製作・配給大蔵映画、1968年11月公開（成人映画・映倫番号  15594）
- 『多角関係』 : 主演辰巳典子、製作・配給大蔵映画、1968年12月公開（成人映画・映倫番号 不明）
- 『欲情のうずまき』 : 主演林美樹、製作・配給大蔵映画、1968年12月公開（成人映画・映倫番号 15636）
- 『婦女惨殺』 : 主演辰巳典子、製作・配給ワールド映画、1968年公開（成人映画・映倫番号 不明）
- 『悪女乱行』 : 主演谷ナオミ、製作・配給大蔵映画、1968年公開（成人映画・映倫番号 不明）
- 『処女強奪』 : 主演檜みどり、製作・配給大蔵映画、1968年公開（成人映画・映倫番号 不明）
- 『処女暴落』 : 製作・配給大蔵映画、1968年公開（成人映画・映倫番号 不明）
- 『セックス』 : 主演林美樹、製作・配給大蔵映画、1968年公開（成人映画・映倫番号 不明）
- 『人生(秘)劇場 壺あらそい』 : 製作総指揮鈴木邦夫、脚本団鬼六、主演美矢かほる、製作・配給MAGプロモーション、1968年公開（成人映画・映倫番号 不明） - 監督、72分の上映用プリントをNFCが所蔵[4]

- 『女王蜂乱行』[5][8]（『女王蜂乱交』[8]） : 製作・配給大蔵映画、1969年1月公開（成人映画・映倫番号 15702）
- 『性の女獣』 : 主演二条朱美、製作・配給大蔵映画、1969年1月公開（成人映画・映倫番号 15689）
- 『女色の悦楽』 : 製作・配給大蔵映画、1969年2月公開（成人映画・映倫番号 15758）
- 『濡れた乳房』 : 主演中原かほる・相原香織、製作・配給大蔵映画、1969年2月公開（成人映画・映倫番号 15767）
- 『めす猫の性』 : 製作・配給大蔵映画、1969年4月公開（成人映画・映倫番号 15865）
- 『性の回転』[5]（『生の回転』[8]） : 主演二条朱美、製作・配給大蔵映画、1969年4月公開（成人映画・映倫番号 15798）
- 『肉欲の争奪』 : 主演二条朱美、製作・配給大蔵映画、1969年4月公開（成人映画・映倫番号 15815） - 監督・中山浩二とともに脚本
- 『お産と避妊』 : 製作・配給大蔵映画、1969年5月公開（成人映画・映倫番号 15848）
- 『狙われた濡れ肌』 : 主演二条朱美・林美樹、製作・配給大蔵映画、1969年6月公開（成人映画・映倫番号 15910）
- 『処女暴露』 : 製作・配給大蔵映画、1969年7月公開（成人映画・映倫番号 15958）
- 『草むらの情痴』 : 主演二条朱美、製作・配給大蔵映画、1969年7月公開（成人映画・映倫番号 15940）
- 『セックスの群がり』 : 主演二条朱美・辰巳典子、製作・配給大蔵映画、1969年9月公開（成人映画・映倫番号 不明）
- 『処女スターに二人の夫あり』[8]（『処女スターに三人の夫あり』[5]） : 製作・配給大蔵映画、1969年9月公開（成人映画・映倫番号 16023）
- 『生娘悶絶』 : 主演二条朱美・美矢かおる、製作・配給大蔵映画、1969年9月公開（成人映画・映倫番号 16008） - 監督・脚本
- 『肉体の罠』 : 製作・配給大蔵映画、1969年9月公開（成人映画・映倫番号 16065）
- 『情欲の虜』 : 製作・配給大蔵映画、1969年11月公開（成人映画・映倫番号 16090）
- 『セックス旅行』 : 主演二条朱美、製作・配給大蔵映画、1969年12月公開（成人映画・映倫番号 16132）
- 『色欲のおとし穴』 : 主演二条朱美、製作・配給大蔵映画、1969年公開（成人映画・映倫番号 不明）
- 『処女・性の目覚め』（『処女性のめざめ』[8]） : 主演二条朱美・辰巳典子、製作・配給大蔵映画、1969年公開（成人映画・映倫番号 不明）

- 『H経験』 : 主演乱孝寿、製作・配給大蔵映画、1970年1月公開（成人映画・映倫番号 16183）
- 『女子寮情痴図』 : 製作・配給大蔵映画、1970年2月公開（成人映画・映倫番号 16227）
- 『白い乳房の戦慄』 : 主演辰巳典子、製作・配給ミリオンフィルム、1970年4月公開（成人映画・映倫番号 16299）
- 『女性と性症』 : 製作・配給大蔵映画、1970年4月公開（成人映画・映倫番号 16262）
- 『女の異常変質』[5]（『女の異常』[8]） : 製作・配給大蔵映画、1970年6月公開（成人映画・映倫番号 16372）
- 『フーテンお京 七つの性』 : 製作鬼プロ、配給ミリオンフィルム、1970年7月公開（成人映画・映倫番号 16408）
- 『セクシー・プラン』 : 主演辰巳典子、製作・配給大蔵映画、1970年8月公開（成人映画・映倫番号 16466） - 監督・「水谷一二三」名義で脚本
- 『浮気の四角関係』 : 主演杉夕子、製作・配給大蔵映画、1970年9月公開（成人映画・映倫番号 16503）
- 『性獣』 : 製作・配給大蔵映画、1970年10月公開（成人映画・映倫番号 16514）
- 『獣欲の取引き』 : 製作・配給大蔵映画、1970年11月公開（成人映画・映倫番号 16547）
- 『牝蜂の情欲』 : 製作・配給大蔵映画、1970年11月公開（成人映画・映倫番号 16571）
- 『金髪裸の女王蜂』 : 製作・配給大蔵映画、1971年1月公開（成人映画・映倫番号 16620）
- 『絶倫男千一夜』 : 製作・配給大蔵映画、1971年1月公開（成人映画・映倫番号 16602）
- 『不倫恥帯』 : 製作・配給大蔵映画、1971年2月公開（成人映画・映倫番号 16650）
- 『偽処女乱行』 : 製作・配給大蔵映画、1971年3月公開（成人映画・映倫番号 16676）
- 『女のSEXと男の性』 : 製作・配給大蔵映画、1971年4月公開（成人映画・映倫番号 16767）
- 『女子大生好色狩り』 : 製作・配給大蔵映画、1971年4月公開（成人映画・映倫番号 16713）
- 『妻と夫の交換』 : 製作・配給大蔵映画、1971年5月公開（成人映画・映倫番号 16748）
- 『女子学生のフリーセックス』 : 主演祝真理、製作・配給大蔵映画、1971年6月公開（成人映画・映倫番号 16814）
- 『肉欲の花開く』 : 製作・配給大蔵映画、1971年6月公開（成人映画・映倫番号 16831）
- 『欲情する思春期娘』 : 主演祝真理・林美樹・乱孝寿、製作・配給大蔵映画、1971年6月公開（成人映画・映倫番号 16791）
- 『女体公害』 : 製作・配給大蔵映画、1971年7月公開（成人映画・映倫番号 16855）
- 『欲情』 : 製作・配給大蔵映画、1971年7月公開（成人映画・映倫番号 不明） - 「姿良二」名義で監督
- 『女子学生百態』[8]（『女学生セックス百態』[5]） : 製作・配給大蔵映画、1971年8月公開（成人映画・映倫番号 16869）
- 『乱れた痴態』 : 主演瀬川ルミ・林美樹・乱孝寿、製作・配給大蔵映画、1971年9月公開（成人映画・映倫番号 16897）
- 『好色男性狩り』 : 製作・配給大蔵映画、1971年10月公開（成人映画・映倫番号 16919）
- 『女高生のうめき』 : 製作・配給大蔵映画、1971年10月公開（成人映画・映倫番号 16942）
- 『新妻の性体験』 : 主演杉村久美、製作大蔵映画、配給OP映画配給、1971年10月公開（成人映画・映倫番号 16907） - 監督・「水谷一二三」名義で脚本・「姿良三」名義で出演「藤田監督」役
- 『禁じられた性』 : 製作・配給大蔵映画、1971年12月公開（成人映画・映倫番号 16976）
- 『色情狂い咲き』 : 主演乱孝寿・藤ひろ子、製作・配給大蔵映画、1972年1月公開（成人映画・映倫番号 17034）
- 『日・中・米 セックス色競べ』 : 製作・配給大蔵映画、1972年1月公開（成人映画・映倫番号 17012）
- 『淫風女子大寮』 : 主演杉村久美、製作・配給大蔵映画、1972年2月公開（成人映画・映倫番号 17070） - 監督・「水谷一二三」名義で脚本
- 『新婚ポルノ乱行』 : 主演林美樹・瀬川ルミ、製作・配給大蔵映画、1972年2月公開（成人映画・映倫番号 17054）
- 『淫魔』 : 主演宮下順子、製作・配給大蔵映画、1972年3月公開（成人映画・映倫番号 17097）
- 『金髪ポルノ狂』 : 主演林美樹、製作・配給大蔵映画、1972年4月公開（成人映画・映倫番号 17157）
- 『淫らな女王蜂』 : 主演林美樹、製作・配給大蔵映画、1972年5月公開（成人映画・映倫番号 17168）
- 『男・女のセックス処理』 : 主演宮下順子、製作・配給大蔵映画、1972年5月公開（成人映画・映倫番号 17132）
- 『プロセックス』 : 主演泉ユリ、製作・配給大蔵映画、1972年6月公開（成人映画・映倫番号 17183）
- 『ブロンド娘の色狂い』 : 主演泉ユリ・林美樹、製作・配給大蔵映画、1972年7月公開（成人映画・映倫番号 17208）
- 『エロチカ色合戦』 : 主演林美樹、製作・配給大蔵映画、1972年8月公開（成人映画・映倫番号 17263）
- 『セックス裏入門』 : 主演林美樹、製作・配給大蔵映画、1972年8月公開（成人映画・映倫番号 17242） - 「小川卓寛」名義で監督
- 『逆転セックス』 : 主演林美樹、製作・配給大蔵映画、1972年9月公開（成人映画・映倫番号 17286） - 「小川卓寛」名義で監督・「水谷一二三」名義で脚本
- 『獣欲と純愛』 : 主演城新子・青山美沙、製作・配給大蔵映画、1972年10月公開（成人映画・映倫番号 17327） - 「小川卓寛」名義で監督
- 『未開娘の性』 : 主演林美樹、製作・配給大蔵映画、1972年11月公開（成人映画・映倫番号 17353） - 「小川卓寛」名義で監督
- 『セックス修学旅行』 : 主演林美樹、製作・配給大蔵映画、1972年12月公開（成人映画・映倫番号 17383） - 「小川卓寛」名義で監督
- 『セックス責め道具』[8]（『SEX責め道具』[5]） : 製作・配給六邦映画、1972年12月公開（成人映画・映倫番号 17393） - 「小川卓寛」名義で監督

- 『肉体の秘技』 : 製作・配給大蔵映画、1973年1月公開 - 「小川卓寛」名義で監督
- 『性愛秘術』 : 製作・配給大蔵映画、1973年2月公開 - 「小川卓寛」名義で監督
- 『SEX放浪記』 : 製作・配給六邦映画、1973年4月公開 - 「小川卓寛」名義で監督
- 『性神日本列島』 : 製作・配給大蔵映画、1973年5月公開 - 「小川卓寛」名義で監督
- 『いろ包丁』 : 製作・配給六邦映画、1973年5月公開 - 「姿良三」名義で監督
- 『合鍵で?どうぞ』 : 製作・配給大蔵映画、1973年6月公開 - 「小川卓寛」名義で監督
- 『毒牝怨み節』 : 製作・配給東京興映、1973年6月公開 - 「小川卓寛」名義で監督
- 『性愛秘伝』 : 製作・配給大蔵映画、1973年7月公開 - 「小川卓寛」名義で監督
- 『スケバン 女門の体験』 : 製作・配給大蔵映画、1973年8月公開 - 「小川卓寛」名義で監督
- 『告白手記 母という女』 : 製作東京興映、配給、1973年8月公開（成人映画・映倫番号 17726）
- 『パックリだまし上手』 : 製作・配給東京興映、1973年9月公開（成人映画・映倫番号 17782）
- 『年上女の愛淫』 : 製作・配給大蔵映画、1973年10月公開 - 「小川卓寛」名義で監督
- 『性とSEX』 : 製作・配給大蔵映画、1973年11月公開 - 「小川卓寛」名義で監督
- 『二匹の牝獣』 : 製作・配給東京興映、1973年11月公開（成人映画・映倫番号 17832）
- 『金髪黒髪性競淫』 : 製作・配給大蔵映画、1973年公開 - 「小川卓寛」名義で監督
- 『女子寮のセックス体験』 : 製作・配給大蔵映画、1974年1月公開 - 「小川卓寛」名義で監督
- 『性の競淫』 : 製作・配給大蔵映画、1974年1月公開 - 「小川卓寛」名義で監督
- 『現代肉体の門』 : 製作・配給新東宝映画、1974年4月（成人映画・映倫番号 公開17928）
- 『淫蕩女子大生』 : 製作・配給大蔵映画、1974年4月公開 - 「小川卓寛」名義で監督
- 『淫情金髪狂乱』 : 製作・配給大蔵映画、1974年5月公開 - 「小川卓寛」名義で監督
- 『淫獣の戯れ』 : 製作・配給大蔵映画、1974年6月公開 - 「小川卓寛」名義で監督
- 『色情乱れ床』 : 製作・配給大蔵映画、1974年7月公開 - 「小川卓寛」名義で監督
- 『女色狩人』 : 製作・配給大蔵映画、1974年10月公開 - 「三川和久」名義で監督
- 『アンコ娘の性夢』 : 製作・配給大蔵映画、1974年10月公開 - 「三川和夫」名義で監督
- 『ただれた愛慾』 : 製作・配給大蔵映画、1974年12月公開 - 「三川和久」名義で監督
- 『牝群と性獣王』 : 製作・配給大蔵映画、1975年1月4日公開 - 「三川和久」名義で監督
- 『肉体開花』 : 製作・配給大蔵映画、1975年2月8日公開 - 「三川和井」名義で監督
- 『情慾秘図』 : 製作・配給大蔵映画、1975年7月4日公開 - 「三川和久」名義で監督
- 『強姦夫人と青カン夫人』 : 製作・配給大蔵映画、1975年8月15日公開 - 「三川和久」名義で監督
- 『銀行2億円事件 性男と淫女たち』 : 製作・配給大蔵映画、1975年10月28日公開 - 「小川卓寛」名義で監督
- 『痴漢に燃えた女』 : 製作田園プロダクション、配給不明、1975年10月公開 - 「水谷一二三」名義で監督
- 『女高生性補導』 : 製作田園プロダクション、配給不明、1975年12月公開 - 「小川卓寛」名義で監督
- 『女高生・OL・人妻 素人売春の穴場』 : 製作田園プロダクション、配給不明、1976年1月20日公開 - 「小川卓寛」名義で監督
- 『恍惚の初体験』 : 製作・配給大蔵映画、1976年2月14日公開 - 「小川卓寛」名義で監督
- 『(秘)女高生暴行魔』 : 製作田園プロダクション、配給不明、1976年3月16日公開 - 「小川卓寛」名義で監督
- 『好色ワイセツ地帯』 : 製作・配給大蔵映画、1976年4月27日公開 - 「小川卓寛」名義で監督
- 『新怪談色欲外道 お岩の怨霊四谷怪談』 : 製作・配給大蔵映画、1976年5月29日公開 - 「小川卓寛」名義で監督・「姿良三」名義で出演「管理人」役
- 『牝猫相姦図』 : 製作・配給大蔵映画、1976年7月31日公開 - 「小川卓寛」名義で監督
- 『麻雀ポルノ パイパン合戦』 : 製作・配給大蔵映画、1976年9月21日公開 - 「小川卓寛」名義で監督
- 『性感不毛地帯』 : 製作・配給大蔵映画、1976年11月1日公開 - 「小川卓寛」名義で監督

### 小川和久
特筆以外はすべて「小川和久」名義である。
- 『獣欲変態妻』 : 製作・配給大蔵映画、1976年12月14日公開
- 『恋人セックス交換』 : 製作・配給大蔵映画、1977年1月22日公開
- 『売春グループ 花の予備軍』（改題『原悦子 濡れてるの』） : 主演原悦子、製作・配給新東宝興業、1977年2月公開 - 「上田光生」名義で監督・「水谷一二三」名義で脚本、56分の上映用プリントをNFCが所蔵[4]
- 『密林の淫獣』 : 製作・配給大蔵映画、1977年3月4日公開
- 『愛慾の落し穴』 : 製作・配給大蔵映画、1977年3月15日公開
- 『狼に狙われた牝めす雌』 : 製作・配給大蔵映画、1977年4月26日公開
- 『変態性慾魔』 : 製作・配給大蔵映画、1977年5月6日公開
- 『彼奴はスゴく大きいぞ』 : 製作・配給大蔵映画、1977年5月26日公開
- 『女子大生 (秘)ピンクレディ』 : 製作・配給大蔵映画、1977年6月17日公開
- 『熟れた夫人の乱れ咲き』 : 製作・配給大蔵映画、1977年6月28日公開
- 『絶倫山男恋の掛け橋』 : 製作・配給大蔵映画、1977年7月19日公開
- 『男好きな女は 一発で勝負する』 : 製作・配給大蔵映画、1977年7月29日公開
- 『蛇淫の精魂』 : 製作・配給大蔵映画、1977年8月20日公開 - 「小川和久」名義で吾妻天竜とともに監督
- 『痴漢覗きの極秘』 : 製作・配給大蔵映画、1977年8月30日公開 - 監督・「姿良三」名義で出演
- 『セックス急転』 : 製作・配給大蔵映画、1977年10月10日公開
- 『淫蕩少女の告白』 : 製作・配給大蔵映画、1977年10月20日公開 - 監督、57分の上映用プリントをNFCが所蔵[4]
- 『変態結婚』（改題『変態』） : 製作小川企画プロダクション、配給大蔵映画、1977年11月22日公開 - 監督、59分の上映用プリントをNFCが所蔵[4]
- 『女子大生セックス・アニマル』 : 製作・配給大蔵映画、1977年12月3日公開
- 『女の(秘)武器は下半身』 : 製作・配給大蔵映画、1978年1月21日公開 - 監督・「姿良三」名義で出演
- 『肉慾の色遍歴』 : 製作・配給大蔵映画、1978年2月1日公開
- 『処女暴行記』 : 製作・配給大蔵映画、1978年2月28日公開
- 『浮気妻 性の谷渡り』 : 製作・配給大蔵映画、1978年3月21日公開
- 『女犯色情魔』 : 製作・配給大蔵映画、1978年4月4日公開
- 『セックス・ナンバー 006は性番号』 : 製作・配給大蔵映画、1978年5月4日公開
- 『淫蕩好色夫人』 : 製作・配給大蔵映画、1978年6月9日公開
- 『性・絶倫黄金男』 : 製作・配給大蔵映画、1978年7月15日公開
- 『成熟娘 性の楽園』 : 製作・配給大蔵映画、1978年7月29日公開
- 『毒蜜に濡れる花弁』 : 製作・配給大蔵映画、1978年8月23日公開
- 『人妻浮気競べ』 : 製作・配給大蔵映画、1978年9月17日公開
- 『女の泣き所!攻め所』 : 製作・配給大蔵映画、1978年9月30日公開
- 『淫絶暴力 やられる』 : 製作新東宝、配給、1978年9月公開
- 『性慾』 : 製作・配給大蔵映画、1978年11月21日公開
- 『女高生 昂奮!』 : 製作・配給大蔵映画、1978年12月29日公開
- 『未知の性』 : 監督飯泉大、製作・配給大蔵映画、1979年1月23日公開 - 「姿良三」名義で出演のみ
- 『淫絶暴行魔 まわし』 : 製作・配給大蔵映画、1979年2月3日公開
- 『殿方は処女がお好き』 : 製作・配給大蔵映画、1979年3月7日公開
- 『女の事件簿 すけこまし』 : 製作・配給大蔵映画、1979年4月21日公開
- 『原悦子の濡れてるの』 : 製作新東宝、配給、1979年4月公開
- 『女子大生 性のヒッチハック』 : 製作・配給大蔵映画、1979年5月1日公開
- 『女高生 熟れはじめ』 : 製作・配給大蔵映画、1979年6月1日公開
- 『私は襲われたい!』 : 製作門前忍、脚本渡辺護、撮影久我剛、主演三条まゆみ、製作電映商事、配給にっかつ、1979年6月2日公開（成人映画・映倫番号 19775） - 「小川欽也」名義で監督[33]
- 『団地妻 濡れはじめ』 : 製作・配給大蔵映画、1979年6月30日公開
- 『肉の標的 射る』 : 製作・配給大蔵映画、1979年9月1日公開
- 『性犯魔』 : 製作・配給大蔵映画、1979年9月11日公開
- 『ワイセツ?看護婦寮』 : 製作・配給大蔵映画、1979年11月1日公開 - 監督・「水谷一二三」名義で脚本・「姿良三」名義で出演
- 『新妻悶え泣き』 : 製作・配給大蔵映画、1979年12月21日公開
- 『痴漢濡れ濡れ』 : 製作・配給大蔵映画、1979年12月31日公開
- 『性を引き裂く』 : 製作・配給大蔵映画、1980年2月12日公開
- 『背徳女教師』 : 製作小川企画プロダクション、配給大蔵映画、1980年3月11日公開 - 監督・「姿良三」名義で出演
- 『白昼暴行魔』 : 製作小川企画プロダクション、配給大蔵映画、1980年4月1日公開
- 『女高生 誘惑』 : 製作小川企画プロダクション、配給大蔵映画、1980年5月31日公開
- 『痴漢猥褻罪』 : 製作小川企画プロダクション、配給大蔵映画、1980年7月公開
- 『痴漢の絶頂』 : 製作小川企画プロダクション、配給大蔵映画、1980年8月公開
- 『誘拐暴行魔』 : 製作小川企画プロダクション、配給大蔵映画、1980年9月公開
- 『痴漢貝あさり』 : 製作小川企画プロダクション、配給大蔵映画、1980年10月公開
- 『団地妻 絶頂』 : 製作小川企画プロダクション、配給大蔵映画、1980年11月公開
- 『ヒッチハイク 異常性体験』 : 製作小川企画プロダクション、配給大蔵映画、1980年12月公開
- 『美しき獣 乱行』 : 製作・配給大蔵映画、1981年1月公開
- 『女教師 狂った欲情』 : 製作・配給大蔵映画、1981年2月公開
- 『女子大生 烈しく抱いて』 : 製作・配給大蔵映画、1981年4月公開
- 『若妻 私を犯して!』 : 製作・配給大蔵映画、1981年5月公開
- 『USAアニマル 華麗な性体験』 : 製作・配給大蔵映画、1981年7月公開
- 『カレッジギャル 暴行失神』 : 製作・配給大蔵映画、1981年8月公開
- 『看護婦激しい誘惑』 : 製作・配給大蔵映画、1981年8月公開
- 『女子学生 挑発』 : 製作・配給大蔵映画、1981年10月公開
- 『痴漢女子大生』 : 製作・配給大蔵映画、1981年11月公開
- 『痴漢白昼夢』 : 製作・配給大蔵映画、1981年12月公開
- 『USAギャル 暴行悶絶』 : 製作・配給大蔵映画、1982年1月公開
- 『エレベーター暴行 犯される』 : 製作・配給大蔵映画、1982年2月公開
- 『マンショントルコ(秘)責め』 : 製作・配給大蔵映画、1982年4月公開
- 『若妻出産 性の歓び』 : 製作・配給大蔵映画、1982年5月公開
- 『暴行!』 : 製作・配給大蔵映画、1982年5月公開
- 『セックス・ロード 痴漢69号線』 : 製作・配給大蔵映画、1982年6月公開
- 『女高生を襲う』 : 製作・配給大蔵映画、1982年7月公開
- 『女子大生 変態』 : 製作・配給大蔵映画、1982年8月公開
- 『スキャンダル 淫らな誘惑』 : 製作・配給大蔵映画、1982年9月公開
- 『激しく抱いて』 : 製作・配給大蔵映画、1982年10月公開
- 『女教師夜のうずき』 : 製作・配給大蔵映画、1982年11月公開
- 『濡れ濡れ夫人たち』 : 製作・配給大蔵映画、1983年1月公開
- 『セックスキャンパス 犯された女子大生』 : 製作・配給大蔵映画、1983年2月公開
- 『ぐっと奥まで』 : 製作・配給大蔵映画、1983年3月公開
- 『燗熟女子大生 おしゃぶり上手』 : 製作・配給大蔵映画、1983年4月公開
- 『ショッキングポルノ アレが大好き』 : 製作・配給大蔵映画、1983年6月公開
- 『USAギャルパート5 華麗なる秘戯』 : 製作小川企画プロダクション、配給大蔵映画、1983年7月公開 - 監督、62分の上映用プリントをNFCが所蔵[4]
- 『若妻淫らな快感』 : 製作・配給大蔵映画、1983年8月公開
- 『女高生(秘)放課後』 : 製作・配給大蔵映画、1983年9月公開
- 『団地妻強漢』 : 製作・配給大蔵映画、1983年9月公開
- 『ザ・穴場痴帯』 : 製作・配給大蔵映画、1983年11月公開
- 『痴漢ワイセツ電車』 : 製作・配給大蔵映画、1983年11月公開
- 『変態舌戯ぜめ』 : 製作・配給大蔵映画、1983年12月公開
- 『スーパーポルノ 白い肌の蠢き』 : 製作・配給大蔵映画、1984年1月公開
- 『女ガードマン 悪女の性感度』 : 製作・配給大蔵映画、1984年2月公開
- 『痴漢暴発電車』 : 製作・配給大蔵映画、1984年3月公開
- 『女教師肉体遊戯』 : 製作・配給大蔵映画、1984年4月公開
- 『カマキリ女秘書』 : 製作・配給大蔵映画、1984年5月公開
- 『もっと欲しい』 : 製作・配給大蔵映画、1984年6月公開
- 『熟れて挑発』 : 製作・配給大蔵映画、1984年8月公開
- 『セックスサスペンス リズの熱い肌』 : 製作・配給大蔵映画、1984年9月公開
- 『女子大生セックス占い』 : 製作・配給大蔵映画、1984年9月公開
- 『ロリータ いけない戯れ』 : 製作小川企画プロダクション、配給大蔵映画、1984年10月公開 - 監督・「水谷一二三」名義で脚本、59分の上映用プリントをNFCが所蔵[4]
- 『愛欲の詩 凌す!!』 : 製作・配給大蔵映画、1985年1月公開
- 『悪女の秘事』 : 製作・配給大蔵映画、1985年3月公開
- 『未亡人ONANIE』 : 製作・配給大蔵映画、1985年3月公開
- 『実録・ザ暴行』 : 製作・配給大蔵映画、1985年4月公開
- 『赤い花芯責め』 : 製作・配給大蔵映画、1985年6月公開
- 『猟奇若妻暴行』 : 製作・配給大蔵映画、1985年7月公開
- 『乙女はいつか星になる』 : プロデューサー菜穂進、主演新田純一・乙女隊、製作スター・ザ・ワールド、配給不明、1985年8月17日公開（映倫番号 111630） - 「小川欽也」名義で監督
- 『アイドル縄地獄』 : 製作・配給大蔵映画、1985年9月公開
- 『高校教師 濡れる週末』 : 製作・配給大蔵映画、1985年10月公開
- 『三姉妹折檻』 : 製作・配給大蔵映画、1985年11月公開
- 『緊縛マドンナを剥ぐ』 : 製作・配給大蔵映画、1985年12月公開
- 『若妻襲われる』 : 製作・配給大蔵映画、1986年1月公開
- 『(秘)本番激写』 : 製作・配給大蔵映画、1986年2月公開
- 『セックスライフ ザ・性感』 : 製作・配給大蔵映画、1986年3月公開
- 『セックスドキュメント ザ・痴漢』 : 製作小川企画プロダクション、配給大蔵映画、1986年4月公開 - 監督・「水谷一二三」名義で脚本、60分の上映用プリントをNFCが所蔵[4]
- 『久美子20才 独立売春』 : 製作小川企画プロダクション、配給大蔵映画、1986年5月公開 - 監督・「水谷一二三」名義で脚本、60分の上映用プリントをNFCが所蔵[4]
- 『団地妻レイプ遊び』 : 製作小川企画プロダクション、配給大蔵映画、1986年6月公開 - 監督・「水谷一二三」名義で脚本、61分の上映用プリントをNFCが所蔵[4]
- 『痴漢電車 まゆみのお尻』 : 製作小川企画プロダクション、配給大蔵映画、1986年7月公開 - 監督・「水谷一二三」名義で脚本、59分の上映用プリントをNFCが所蔵[4]
- 『濡れた課外授業』 : 製作・配給大蔵映画、1986年8月公開
- 『痴漢ももいろ電車』 : 製作・配給大蔵映画、1986年9月公開
- 『若妻 真昼の失神』 : 製作小川企画プロダクション、配給大蔵映画、1986年10月公開 - 監督・「水谷一二三」名義で脚本、61分の上映用プリントをNFCが所蔵[4]
- 『団地妻 覗かれた寝室』 : 製作・配給大蔵映画、1986年12月公開
- 『これがレイプだ』 : 製作・配給大蔵映画、1987年1月公開 - 監督・「水谷一二三」名義で脚本
- 『若妻衝撃レイプ』 : 製作・配給大蔵映画、1987年2月公開 - 監督・「水谷一二三」名義で脚本
- 『(秘)不倫本番』 : 製作・配給大蔵映画、1987年4月公開
- 『女子大生聖を暴く』 : 製作・配給大蔵映画、1987年4月公開
- 『痴漢奥まで探る』 : 製作・配給大蔵映画、1987年6月公開
- 『セックスマヌカン 若妻挑発』 : 製作・配給大蔵映画、1987年7月公開
- 『痴漢好きもの電車』 : 製作小川企画プロダクション、配給大蔵映画、1987年8月公開 - 監督・「水谷一二三」名義で脚本、61分の上映用プリントをNFCが所蔵[4]
- 『暴行 引き裂れた女』 : 製作小川企画プロダクション、配給大蔵映画、1987年9月公開 - 監督・「水谷一二三」名義で脚本、59分の上映用プリントをNFCが所蔵[4]
- 『本番女子大生』 : 製作小川企画プロダクション、配給大蔵映画、1987年10月公開 - 監督、59分の上映用プリントをNFCが所蔵[4]
- 『SM団地妻』 : 製作小川企画プロダクション、配給大蔵映画、1987年11月公開 - 監督・「水谷一二三」名義で脚本・「姿良三」名義で出演、61分の上映用プリントをNFCが所蔵[4]
- 『むちむち 絶品の女』 : 製作・配給大蔵映画、1987年12月公開
- 『本番ウラの裏』 : 製作小川企画プロダクション、配給大蔵映画、1988年1月公開 - 監督・「水谷一二三」名義で脚本、60分の上映用プリントをNFCが所蔵[4]
- 『桃色課外授業』 : 製作小川企画プロダクション、配給大蔵映画、1988年2月公開 - 監督・「水谷一二三」名義で脚本、60分の上映用プリントをNFCが所蔵[4]
- 『濡れた白衣』 : 製作・配給大蔵映画、1988年3月公開
- 『悪女本番』 : 製作小川企画プロダクション、配給大蔵映画、1988年5月公開 - 監督・「水谷一二三」名義で脚本、62分の上映用プリントをNFCが所蔵[4]
- 『痴漢電車 SM見せます』 : 製作小川企画プロダクション、配給大蔵映画、1988年6月公開 - 監督・「水谷一二三」名義で脚本、59分の上映用プリントをNFCが所蔵[4]
- 『獣欲のしたたり』 : 製作小川企画プロダクション、配給大蔵映画、1988年7月公開 - 監督・「水谷一二三」名義で脚本、60分の上映用プリントをNFCが所蔵[4]
- 『あぶない情事』 : 製作小川企画プロダクション、配給大蔵映画、1988年8月公開 - 監督・「水谷一二三」名義で脚本、59分の上映用プリントをNFCが所蔵[4]
- 『深夜の暴行 激しい苦痛』 : 製作・配給大蔵映画、1988年9月公開
- 『奥までせめる』 : 製作小川企画プロダクション、配給大蔵映画、1988年10月公開 - 監督・「水谷一二三」名義で脚本、60分の上映用プリントをNFCが所蔵[4]
- 『女の亀裂』 : 製作・配給大蔵映画、1988年12月公開
- 『襲われたい女たち』（『襲われた女たち』） : 製作小川企画プロダクション、配給大蔵映画、1989年1月公開 - 監督・「水谷一二三」名義で脚本、60分の上映用プリントをNFCが所蔵[4]
- 『強烈なレイプ』 : 製作・配給大蔵映画、1989年2月公開
- 『女子大生 汚された聖女』 : 製作・配給大蔵映画、1989年3月公開
- 『痴漢覗きは最高』 : 製作小川企画プロダクション、配給大蔵映画、1989年4月公開 - 監督・「水谷一二三」名義で脚本、60分の上映用プリントをNFCが所蔵[4]
- 『性感を探る』 : 製作小川企画プロダクション、配給大蔵映画、1989年5月20日公開 - 監督・「水谷一二三」名義で脚本
- 『光る少年』 : 製作・配給大蔵映画、1989年5月公開
- 『団地みだら妻』 : 製作小川企画プロダクション、配給大蔵映画、1989年6月公開 - 監督・「水谷一二三」名義で脚本、59分の上映用プリントをNFCが所蔵[4]
- 『みだらな牝たち』 : 製作・配給大蔵映画、1989年7月公開
- 『花唇にぶちこめ!』 : 製作・配給大蔵映画、1989年9月公開
- 『いんらん棒立て遊び』（改題『妖しい女体』） : 製作小川企画プロダクション、配給大蔵映画、1989年10月公開 - 監督・「水谷一二三」名義で脚本、60分の上映用プリントをNFCが所蔵[4]
- 『襲われた若妻』 : 製作・配給大蔵映画、1989年11月公開
- 『おんなの性感帯』 : 製作・配給大蔵映画、1989年12月公開
- 『痴漢電車 グット奥まで』 : 製作小川企画プロダクション、配給大蔵映画、1990年1月公開 - 監督・「水谷一二三」名義で脚本、59分の上映用プリントをNFCが所蔵[4]
- 『続・光る少年 裸舞裸舞』 : 製作・配給大蔵映画、1990年1月公開
- 『裸女の宅急便』 : 製作・配給大蔵映画、1990年2月公開 - 監督・「水谷一二三」名義で脚本
- 『暴行性感攻め』 : 製作小川企画プロダクション、配給大蔵映画、1990年3月公開 - 監督・「水谷一二三」名義で脚本、60分の上映用プリントをNFCが所蔵[4]
- 『最後の抱擁』 : 製作・配給大蔵映画、1990年4月公開
- 『人妻濡れた花唇』 : 製作・配給大蔵映画、1990年5月公開
- 『キャリアガール 夜の悩殺』 : 製作小川企画プロダクション、配給大蔵映画、1990年6月公開 - 監督、60分の上映用プリントをNFCが所蔵[4]
- 『異常に燃える女』 : 製作・配給大蔵映画、1990年7月公開
- 『秘悦の肉奴隷』 : 製作小川企画プロダクション、配給大蔵映画、1990年9月公開 - 監督・「水谷一二三」名義で脚本、59分の上映用プリントをNFCが所蔵[4]
- 『ボインとヒップ』 : 製作・配給大蔵映画、1990年10月公開 - 監督・脚本
- 『制服の告白 処女あげます』 : 製作・配給大蔵映画、1990年10月公開 - 監督・「水谷一二三」名義で脚本
- 『ダイヤル暴行魔』 : 製作・配給大蔵映画、1990年12月公開 - 監督・「水谷一二三」名義で脚本
- 『新婚濡れっぱなし』 : 製作・配給大蔵映画、1991年1月11日公開 - 監督・「水谷一二三」名義で脚本
- 『女は濡れてひらく』 : 製作小川企画プロダクション、配給大蔵映画、1991年2月19日公開 - 監督・「水谷一二三」名義で脚本、59分の上映用プリントをNFCが所蔵[4]
- 『はめられて』 : 製作小川企画プロダクション、配給大蔵映画、1991年3月11日公開 - 監督、61分の上映用プリントをNFCが所蔵[4]
- 『濡れて息づく』 : 製作小川企画プロダクション、配給大蔵映画、1991年4月20日公開 - 監督、60分の上映用プリントをNFCが所蔵[4]
- 『痴漢 深く浅く』 : 製作小川企画プロダクション、配給大蔵映画、1991年5月20日公開 - 監督・「水谷一二三」名義で脚本、60分の上映用プリントをNFCが所蔵[4]
- 『牝獣』 : 製作小川企画プロダクション、配給大蔵映画、1991年6月29日公開 - 監督、58分の上映用プリントをNFCが所蔵[4]
- 『むちむち・ぶるるん』（『むちむち・ぷるるん』） : 製作小川企画プロダクション、配給大蔵映画、1991年7月30日公開 - 監督・「水谷一二三」名義で脚本、60分の上映用プリントをNFCが所蔵[4]
- 『薔薇物語 愛をください』 : 製作・配給大蔵映画、1991年8月3日公開
- 『合体ABC 完全なる結婚』 : 製作小川企画プロダクション、配給大蔵映画、1991年9月10日公開 - 監督、61分の上映用プリントをNFCが所蔵[4]
- 『美女暴行現場』 : 製作小川企画プロダクション、配給大蔵映画、1991年9月30日公開 - 監督・「水谷一二三」名義で脚本、61分の上映用プリントをNFCが所蔵[4]
- 『若妻不倫責め』 : 製作小川企画プロダクション、配給大蔵映画、1991年11月9日公開 - 監督、60分の上映用プリントをNFCが所蔵[4]
- 『新妻美肉地獄』 : 製作小川企画プロダクション、配給大蔵映画、1991年11月29日公開 - 監督、60分の上映用プリントをNFCが所蔵[4]
- 『牝肉えらび』 : 製作・配給大蔵映画、1992年1月13日公開
- 『暴行の快感』 : 製作・配給大蔵映画、1992年2月10日公開 - 監督・「水谷一二三」名義で脚本
- 『ナイト・レディー 蜜色の下と唇』 : 製作・配給大蔵映画、1992年3月10日公開
- 『ザ・スワッピング 舌技危険な行為』 : 製作・配給大蔵映画、1992年4月11日公開 - 監督・「水谷一二三」名義で脚本

- 『盗撮レポート 人妻浮気現場』 : 製作・配給大蔵映画、1992年5月19日公開
- 『ザ・変態ONANIE』 : 製作エクセスフィルム、配給新日本映像、1992年5月29日公開（成人映画・映倫番号 113775） - 「小川欽也」名義で監督
- 『セックスギャル 好色志願』 : 製作・配給大蔵映画、1992年6月9日公開
- 『快感テクニック』 : 製作・配給大蔵映画、1992年7月21日公開
- 『変態夫婦 性夢』 : 製作・配給大蔵映画、1992年8月20日公開
- 『愛人バンク 本番』 : 製作・配給大蔵映画、1992年9月10日公開
- 『性感(秘)手ほどき』 : 製作・配給大蔵映画、1992年10月9日公開
- 『未亡人と離婚妻 味見してから』 : 製作・配給大蔵映画、1992年11月10日公開
- 『制服の誘惑 テレクラに行こう』 : 製作・配給大蔵映画、1992年11月30日公開
- 『完熟ボディ 悶え妻昼と夜』 : 製作・配給大蔵映画、1993年1月13日公開
- 『快楽トラブル 覗き』 : 製作・配給大蔵映画、1993年2月9日公開
- 『寝室は不倫の匂い』 : 製作・配給大蔵映画、1993年3月22日公開
- 『狙われた初体験』 : 製作・配給大蔵映画、1993年4月10日公開
- 『ソープ秘話 好色前線』 : 製作・配給大蔵映画、1993年5月11日公開
- 『OL肉体派遣』 : 製作・配給大蔵映画、1993年6月10日公開
- 『奥様は覗き好き』 : 製作・配給大蔵映画、1993年7月20日公開
- 『監禁(秘)逆レイプ』 : 製作・配給大蔵映画、1993年9月4日公開 - 監督・「水谷一二三」名義で脚本
- 『人妻AVギャル 団地売春』 : 製作・配給大蔵映画、1993年10月13日公開
- 『ONANIE 交換不倫』 : 製作・配給大蔵映画、1993年12月2日公開
- 『秘技四十八手 枕絵のおんな』 : 製作小川企画プロダクション・プロデュース文花、配給大蔵映画、1994年1月14日公開
- 『女子大生 昂奮はもう絶頂』 : 製作小川企画プロダクション、配給大蔵映画、1994年1月28日公開
- 『わいせつFAX 本番OL通信』 : 製作小川企画プロダクション、配給大蔵映画、1994年3月12日公開
- 『不倫ベッド パンティあそび』 : 製作小川企画プロダクション、配給大蔵映画、1994年4月21日公開
- 『OLvs人妻 盗聴プレイ』 : 製作小川企画プロダクション、配給大蔵映画、1994年6月13日公開
- 『性魔術 今夜は好き女』 : 製作小川企画プロダクション、配給大蔵映画、1994年7月22日公開
- 『風俗ルポ ポケベル(専)売春』 : 製作小川企画プロダクション、配給大蔵映画、1994年9月13日公開
- 『吸いつきナース 後ろから診察』 : 製作小川企画プロダクション、配給大蔵映画、1994年10月3日公開 - 監督・「水谷一二三」名義で脚本
- 『若妻侵入 淫乱まみれ』 : 製作小川企画プロダクション、配給大蔵映画、1994年11月22日公開
- 『風俗嬢 内諸で本番』 : 製作小川企画プロダクション、配給大蔵映画、1994年12月13日公開 - 監督・「水谷一二三」名義で脚本
- 『OL下半身白書』 : 製作小川企画プロダクション、配給大蔵映画、1995年2月7日公開
- 『淫行実話 制服愛人契約』 : 製作小川企画プロダクション、配給大蔵映画、1995年3月10日公開
- 『家庭内3P 人妻の味』 : 製作小川企画プロダクション、配給大蔵映画、1995年5月25日公開 - 監督・「水谷一二三」名義で脚本
- 『女医強制淫射』 : 製作小川企画プロダクション、配給大蔵映画、1995年6月13日公開 - 監督・「水谷一二三」名義で脚本
- 『人妻盗撮ビデオ 私は色情狂』 : 製作小川企画プロダクション、配給大蔵映画、1995年7月22日公開
- 『セールスレディ バイブ訪問販売』 : 製作小川企画プロダクション、配給大蔵映画、1995年9月4日公開
- 『最新ソープテクニック ねっとりご奉仕』 : 製作小川企画プロダクション、配給大蔵映画、1995年10月3日公開 - 監督・「水谷一二三」名義で脚本
- 『暴淫姉妹 私にも吸わせて』 : 製作小川企画プロダクション、配給大蔵映画、1995年11月2日公開
- 『逆ソープ 熟女感汁』 : 製作小川企画プロダクション、配給大蔵映画、1995年12月11日公開
- 『スケベOL こすりあげる』 : 製作小川企画プロダクション、配給大蔵映画、1996年1月27日公開
- 『痴漢 穴場びしょ濡れ』 : 製作小川企画プロダクション、配給大蔵映画、1996年2月6日公開
- 『恥知らず 制服ONANIE』 : 製作小川企画プロダクション、配給大蔵映画、1996年3月19日公開
- 『欲情夫婦 極太狂い』 : 製作小川企画プロダクション、配給大蔵映画、1996年6月3日公開 - 監督・「水谷一二三」名義で脚本
- 『女子大生 下半身売ります』 : 製作小川企画プロダクション、配給大蔵映画、1996年7月12日公開
- 『指戯 魔性の香り』 : 製作・原作・主演小川美那子、製作ビームエンタテインメント、1996年8月21日発売（ビデオ映画） - 「小川欽也」名義で監督、VHS発売
- 『教師と教え子 色情妄想』 : 製作小川企画プロダクション、配給大蔵映画、1996年9月28日公開 - 監督・「水谷一二三」名義で脚本
- 『人妻・愛人 連続暴行現場』 : 製作小川企画プロダクション、配給大蔵映画、1996年12月24日公開 - 監督・「水谷一二三」名義で脚本
- 『本気ONANIE ひわいな中指』 : 製作小川企画プロダクション、配給大蔵映画、1997年1月27日公開
- 『若妻不倫 乱れてくねる』 : 製作小川企画プロダクション、配給大蔵映画、1997年5月14日公開 - 監督・「水谷一二三」名義で脚本
- 『乱熟秘書 吸いつく下半身』 : 製作小川企画プロダクション、配給大蔵映画、1997年9月10日公開 - 監督・「水谷一二三」名義で脚本
- 『若奥様 スワップでメロメロ』 : 製作小川企画プロダクション、配給大蔵映画、1997年11月22日公開
- 『肉欲婚淫 むいてほじる』 : 製作小川企画プロダクション、配給大蔵映画、1998年2月28日公開
- 『若妻覗き 穴場の匂い』 : 製作小川企画プロダクション、配給大蔵映画、1998年5月25日公開（R18+・映倫番号 115319）
- 『変態女医 性臭ねっとり美肉』 : 製作小川企画プロダクション、配給大蔵映画、1998年7月13日公開（R18+・映倫番号 115374） - 監督・「水谷一二三」名義で脚本
- 『悩殺占い 巨乳摩擦』 : 製作小川企画プロダクション、配給大蔵映画、1998年10月9日公開 - 監督・「水谷一二三」名義で脚本
- 『性純教師 熱く乱らな吐息』 : 製作小川企画プロダクション、配給大蔵映画、1998年12月24日公開（R18+・映倫番号 115483） - 監督・「水谷一二三」名義で脚本
- 『素人ONANIE告白』 : 製作小川企画プロダクション、配給大蔵映画、1999年3月10日公開（R18+・映倫番号 115547） - 監督・「水谷一二三」名義で脚本
- 『うたかたの想い』 : 製作小川企画プロダクション、配給大蔵映画、1999年5月1日公開（R18+・映倫番号 115589）
- 『母娘ONANIE いんらん大狂艶』 : 製作小川企画プロダクション、配給大蔵映画、1999年9月16日公開（R18+・映倫番号 115645）
- 『生保レディ 巨乳みだら搾り』 : 製作小川企画プロダクション、配給大蔵映画、1999年12月9日公開（R18+・映倫番号 115686）
- 『人妻家庭教師 濡れしぐれ』 : 製作小川企画プロダクション、配給大蔵映画、2000年2月18日公開 - 監督・「水谷一二三」名義で脚本
- 『CFガール ONANIEシャワー』 : 製作小川企画プロダクション、配給大蔵映画、2000年4月21日公開 - 「小川欽也」名義で監督・清水いさおとともに脚本、DVD発売
- 『いんらん民宿 激しすぎる夜』 : 製作小川企画プロダクション、配給大蔵映画、2000年10月20日公開 - 「小川欽也」名義で監督
- 『誘惑美容師 ヴィーナスの縮れ毛』 : 製作小川企画プロダクション、配給大蔵映画、2001年1月15日公開 - 「小川欽也」名義で監督・「水谷一二三」名義で脚本
- 『美乳ぷるるんソープ』 : 製作小川企画プロダクション、配給大蔵映画、2001年3月21日公開 - 「小川欽也」名義で監督
- 『OL 性の裏窓』 : 製作小川企画プロダクション、配給大蔵映画、2001年6月2日公開 - 「小川欽也」名義で監督
- 『熟女妻 絡みつく夜』 : 製作小川企画プロダクション、配給オーピー映画、2001年9月6日公開 - 監督・「水谷一二三」名義で脚本
- 『フードルの性』 : 主演小川真実・時任歩、製作サブマリンフィルムズ・アンカービジュアルネットワーク、2001年9月21日発売（ビデオ映画） - 「小川欽也」名義で監督
- 『柔肌天使 今夜も抱いて』 : 製作小川企画プロダクション、配給オーピー映画、2001年11月21日公開 - 監督・「水谷一二三」名義で脚本
- 『若妻 敏感な茂み』 : 製作小川企画プロダクション、配給大蔵映画、2002年2月5日公開
- 『レイプ痴女 撫でくり廻す』 : 製作小川企画プロダクション、配給大蔵映画、2002年5月24日公開
- 『美人家庭教師 ふくよかな谷間』 : 製作小川企画プロダクション、配給大蔵映画、2002年8月1日公開
- 『淫乱病棟 巨乳で看護』 : 製作小川企画プロダクション、配給大蔵映画、2002年12月23日公開
- 『巨乳女将の寝乱れ姿』 : 製作小川企画プロダクション、配給オーピー映画、2003年3月1日公開 - 監督・「水谷一二三」名義で脚本
- 『拉致ストーカー 監禁SEX漬け』 : 製作小川企画プロダクション、配給新東宝映画、2003年6月21日公開 - 監督・「水谷一二三」名義で脚本
- 『妻の妹 いけない欲情』 : 製作小川企画プロダクション、配給オーピー映画、2003年9月5日公開 - 監督・「水谷一二三」名義で脚本
- 『愛欲遊戯 狙われた美穴』 : 製作小川企画プロダクション、配給オーピー映画、2003年12月20日公開 - 監督・「姿良三」名義で出演「殺される男」役
- 『ナース裏治療 舌で癒して』 : 製作小川企画プロダクション、配給オーピー映画、2004年3月20日公開 - 監督・「水谷一二三」名義で脚本

### 第二期“小川欽也”名義時代
- 『淫欲怪談 美肉ハメしびれ』 : 製作小川企画プロダクション、配給オーピー映画、2004年5月1日公開（R18+・映倫番号 116956） - 「小川欽也」名義で監督
- 『人妻の秘密 覗き覗かれ』 : 監督竹洞哲也、製作小川企画プロダクション、配給オーピー映画、2004年9月6日公開（R18+・映倫番号 117018） - 「小川欽也」名義でプロデューサー
- 『痴漢義父 新妻をいたずら』 : 製作小川企画プロダクション、配給オーピー映画、2004年10月31日公開（R18+・映倫番号 117063） - 「小川欽也」名義で監督・「水谷一二三」名義で脚本
- 『美少女図鑑 汚された制服』 : 監督竹洞哲也、製作小川企画プロダクション、配給オーピー映画、2004年12月20日公開 - 「小川欽也」名義でプロデューサー

- 『ストリッパー 愛欲の日々』 : 製作小川企画プロダクション、配給オーピー映画、2005年2月12日公開（R18+・映倫番号 117162） - 「小川欽也」名義で監督・「水谷一二三」名義で脚本
- 『さびしい人妻 夜鳴く肉体』 : 監督竹洞哲也、製作小川企画プロダクション、配給オーピー映画、2005年3月20日公開（R18+・映倫番号 117173） - 「小川欽也」名義でプロデューサー
- 『人妻姦通 お仕置き監禁責め』 : 製作小川企画プロダクション、配給オーピー映画、2005年7月1日公開（R18+・映倫番号 117242） - 「小川欽也」名義で監督
- 『援交性態ルポ 乱れた性欲』 : 監督竹洞哲也、製作小川企画プロダクション、配給オーピー映画、2005年7月21日公開（R18+・映倫番号 117249） - 「小川欽也」名義でプロデューサー
- 『ノーパン秘書 中出し接待』 : 製作小川企画プロダクション、配給オーピー映画、2005年10月12日公開（R-18・映倫番号 117318） - 「小川欽也」名義で監督・「水谷一二三」名義で脚本
- 『欲情ヒッチハイク 求めた人妻』 : 製作小川企画プロダクション、配給オーピー映画、2005年11月22日公開（R18+・映倫番号 117357） - 「小川欽也」名義で監督・「水谷一二三」名義で脚本
- 『女サギ師 いんらん痴肉』 : 製作小川企画プロダクション、配給オーピー映画、2005年12月13日公開（R18+・映倫番号 117402） - 「小川欽也」名義で監督・「水谷一二三」名義で脚本・「姿良三」名義で出演

- 『美人セールスレディ 後ろから汚せ』 : 製作小川企画プロダクション、配給オーピー映画、2006年5月21日公開（R18+・映倫番号 117511） - 「小川欽也」名義で監督・「水谷一二三」名義で脚本
- 『浮気妻 濡れたW不倫』 : 製作小川企画プロダクション、配給オーピー映画、2006年9月29日公開（R18+・映倫番号 117610） - 「小川欽也」名義で監督・「水谷一二三」名義で脚本
- 『いたずら家政婦 いじめて縛って』 : 製作小川企画プロダクション、配給オーピー映画、2007年3月30日公開（R18+・映倫番号 不明） - 「小川欽也」名義で監督・「水谷一二三」名義で脚本
- 『銀行レディ エッチに癒して』 : 製作小川企画プロダクション、配給オーピー映画、2007年9月14日公開（R18+・映倫番号 不明） - 「小川欽也」名義で監督・「水谷一二三」名義で脚本
- 『若妻と熟女妻 絶頂のあえぎ声』 : 製作OKプロモーション、配給オーピー映画、2011年2月18日公開（R18+・映倫番号 不明） - 「小川欽也」名義で監督・「水谷一二三」名義で脚本
- 『美女家庭教師の谷間レッスン』 : 主演あずみ恋、製作OKプロモーション、配給オーピー映画、2012年3月23日公開（R-18） - 「小川欽也」名義で監督・「水谷一二三」名義で脚本
- 『乱宴の宿 湯けむり未亡人』 : 主演舞原美咲、製作OKプロモーション、配給オーピー映画、2013年10月25日公開（R-18） - 「小川欽也」名義で監督・「水谷一二三」名義で脚本
- 『5人の女　愛と金とセックスと…』2019年6月7日公開[43]
- 『女ざかり　白く濡れた太股』2020年6月19日公開[44]